# Atletica leggera ai Giochi della XXXIII Olimpiade - Getto del peso maschile
Ai Giochi della XXXIII Olimpiade la competizione del Getto del peso maschile si è svolta nei giorni 2 e 3 agosto 2024 presso lo Stade de France di Parigi.

## Presenze ed assenze dei campioni in carica
| Competizione         | Atleta          | Prestazione | Parigi 2024  |
| -------------------- | --------------- | ----------- | ------------ |
| Olimpiadi 2020       | Ryan Crouser    | 23,30 m     | Presente     |
| Africani 2022        | C. Enekwechi    | 21,20 m     | Presente     |
| Commonwealth 2022    | Tomas Walsh     | 22,26 m     | Presente     |
| Asiatici 2022        | T. Singh Toor   | 20,36 m     | Presente     |
| Panamericani 2023    | Darlan Romani   | 21,36 m     | Presente     |
| Mondiali 2023        | Ryan Crouser    | 23,51 m     | Presente     |
| Europei 2024         | Leonardo Fabbri | 22,45 m     | Presente     |
|                      |                 |             |              |
| Mondiali junior 2022 | Tarik O'Hagan   | 20,73 m     | 8° ai Trials |

1. ↑  La sfera pesa 6 kg.

## Risultati

### Qualificazioni
| Pos. | Gruppo | Atleta                 | Nazione              | Lanci | Lanci | Lanci | Misura | Note |
| Pos. | Gruppo | Atleta                 | Nazione              | 1°    | 2°    | 3°    | Misura | Note |
| ---- | ------ | ---------------------- | -------------------- | ----- | ----- | ----- | ------ | ---- |
| 1    | A      | Leonardo Fabbri        | Italia               | 20,44 | n     | 21,76 | 21,76  | Q    |
| 2    | A      | Tomáš Staněk           | Rep. Ceca            | 21,61 | —     | —     | 21,61  | Q    |
| 3    | B      | Payton Otterdahl       | Stati Uniti          | 21,52 | —     | —     | 21,52  | Q    |
| 4    | A      | Ryan Crouser           | Stati Uniti          | 21,49 | —     | —     | 21,49  | Q    |
| 5    | B      | Tom Walsh              | Nuova Zelanda        | 20,65 | 21,48 | —     | 21,48  | Q    |
| 6    | A      | Jacko Gill             | Nuova Zelanda        | 21,14 | 21,35 | —     | 21,35  | Q    |
| 7    | B      | Joe Kovacs             | Stati Uniti          | 20,65 | 21,06 | 21,24 | 21,24  | q    |
| 8    | B      | Uziel Muñoz            | Messico              | 20,69 | 20,43 | 21,22 | 21,22  | q    |
| 9    | B      | Chukwuebuka Enekwechi  | Nigeria              | 21,13 | 21,00 | n     | 21,13  | q    |
| 10   | A      | Rajindra Campbell      | Giamaica             | 21,05 | n     | n     | 21,05  | q    |
| 11   | B      | Zane Weir              | Italia               | 20,29 | 21,00 | n     | 21,00  | q    |
| 12   | A      | Marcus Thomsen         | Norvegia             | 20,81 | n     | 20,33 | 20,81  | q    |
| 13   | B      | Kyle Blignaut          | Sudafrica            | n     | 20,03 | 20,78 | 20,78  |      |
| 14   | B      | Filip Mihaljević       | Croazia              | 20,09 | 20,04 | 20,75 | 20,75  |      |
| 15   | A      | Mohammed Tolo          | Arabia Saudita       | 20,63 | n     | 20,65 | 20,65  |      |
| 16   | A      | Tsanko Arnaudov        | Portogallo           | 20,02 | 19,80 | 20,31 | 20,31  |      |
| 17   | A      | Bob Bertemes           | Lussemburgo          | 20,27 | n     | n     | 20,27  |      |
| 18   | B      | Andrei Toader          | Romania              | 20,24 | 20,00 | 20,10 | 20,24  |      |
| 19   | B      | Michał Haratyk         | Polonia              | 19,41 | 19,87 | 19,94 | 19,94  |      |
| 20   | A      | Mostafa Hassan         | Egitto               | 19,70 | n     | n     | 19,70  |      |
| 21   | B      | Scott Lincoln          | Gran Bretagna        | n     | n     | 19,69 | 19,69  |      |
| 22   | A      | Roman Kokoshko         | Ucraina              | n     | 19,36 | 19,22 | 19,36  |      |
| 23   | A      | Nazareno Sasia         | Argentina            | 19,33 | n     | 19,06 | 19,33  |      |
| 24   | B      | Armin Sinančević       | Serbia               | n     | 19,31 | n     | 19,31  |      |
| 25   | A      | Mohamed Khalifa        | Egitto               | n     | 19,27 | n     | 19,27  |      |
| 26   | A      | Mesud Pezer            | Bosnia ed Erzegovina | 19,01 | 19,03 | 18,94 | 19,03  |      |
| 27   | A      | Eric Favors            | Irlanda              | 19,02 | 18,38 | 18,86 | 19,02  |      |
| 28   | A      | Konrad Bukowiecki      | Polonia              | n     | 18,34 | 18,83 | 18,83  |      |
| 29   | A      | Tajinderpal Singh Toor | India                | 18,05 | n     | n     | 18,05  |      |
|      | A      | Welington Morais       | Brasile              | n     | n     | n     | NM     |      |
|      | B      | Francisco Belo         | Portogallo           | n     | n     | n     | NM     |      |

### Finale
| Record mondiale     | Ryan Crouser | 23,37 m | Los Angeles | 27 maggio 2023 |
| Record olimpico     | Ryan Crouser | 23,30 m | Tokyo       | 5 agosto 2021  |
| Mondiale stagionale | Joe Kovacs   | 23,13 m | Eugene      | 25 maggio 2024 |

Sabato 3 agosto, ore 19:35
| Pos.    | Atleta                | Nazione       | Lanci | Lanci | Lanci | Lanci           | Lanci           | Lanci           | Miglior Misura | Note                                     |
| Pos.    | Atleta                | Nazione       | 1°    | 2°    | 3°    | 4°              | 5°              | 6°              | Miglior Misura | Note                                     |
| ------- | --------------------- | ------------- | ----- | ----- | ----- | --------------- | --------------- | --------------- | -------------- | ---------------------------------------- |
| Oro     | Ryan Crouser          | Stati Uniti   | 22,64 | 22,69 | 22,90 | n               | n               |                 | 22,90 m        | Miglior prestazione personale stagionale |
| Argento | Joe Kovacs            | Stati Uniti   | 21,69 | n     | 21,71 | n               | n               | 22,15           | 22,15 m        |                                          |
| Bronzo  | Rajindra Campbell     | Giamaica      | 20,00 | 22,15 | n     | n               | n               | n               | 22,15 m        |                                          |
| 4       | Payton Otterdahl      | Stati Uniti   | 21,39 | 21,98 | 22,01 | n               | n               | 22,03           | 22,03 m        |                                          |
| 5       | Leonardo Fabbri       | Italia        | n     | 20,96 | n     | 21,70           | n               | n               | 21,70 m        |                                          |
| 6       | Chukwuebuka Enekwechi | Nigeria       | 20,58 | 21,42 | 21,01 | n               | n               | n               | 21,42 m        |                                          |
| 7       | Jacko Gill            | Nuova Zelanda | n     | 20,81 | 21,15 | n               | 19,23           | 20,47           | 21,15 m        |                                          |
| 8       | Uziel Muñoz           | Messico       | 20,68 | 20,88 | 20,80 | n               | 20,29           | n               | 20,88 m        |                                          |
| 9       | Marcus Thomsen        | Norvegia      | n     | 20,58 | 20,67 | Non qualificati | Non qualificati | Non qualificati | 20,67 m        |                                          |
| 10      | Tomáš Staněk          | Rep. Ceca     | 20,31 | 20,37 | n     | Non qualificati | Non qualificati | Non qualificati | 20,37 m        |                                          |
| 11      | Zane Weir             | Italia        | n     | 20,24 | n     | Non qualificati | Non qualificati | Non qualificati | 20,24 m        |                                          |
|         | Tom Walsh             | Nuova Zelanda | n     | n     | n     | Non qualificati | Non qualificati | Non qualificati | NM             |                                          |